# Tonko Šoljan
Tonko Šoljan (grad Hvar, otok Hvar, 1907. - Sarajevo, 1980), akademik, ugledni svjetski ihtiolog, autor prvog naučno zasnovanog ključa za determinaciju riba Jadrana, istraživač biologije mora, međunarodno priznat stručnjak u poznavanju i organiziranju morskog ribolova i ribarstvene tehnologije.

## Biografija
Rođen je 18. aprila 1907. godine u Hvaru. Osnovnu školu je pohađao u Zadru i Splitu, a gimnaziju u Zadru, Dubrovniku i Šibeniku, gdje je i maturirao 1925.. Studije prirodnih nauka je započeo na Filozofskom fakultetu Sveučilišta u Zagrebu, a nastavio na univerzitetima u Beču i Grazu, gdje apsolvira 1929. Ubrzo zatim je i doktorirao 1930, kada je, na poziv Srpske akademije nauka u Beogradu i Jugoslovenske akademije znanosti i umjetnosti u Zagrebu, postavljen je za kustosa novoosnovane Stanice Biološko-okeanografskog instituta u Splitu i ujedno obavljao dužnost stalnog konsultanta za morsko ribarstvo Komore za trgovinu, obrt i industriju u Zagrebu (od 1930. do 1939).
Godine 1932. je obavio specijalizaciju iz marine biologije na Institutu za biologiju mora u Helgolandu. Nakon polaganja ispita za profesora zoologije, botanike, mineralogije i geografije (1932) obavlja i dužnost profesora, angažiran je u Realnoj gimnaziji u Splitu (1935—1941.]]) i direktora Gradskog prirodoslovnog muzeja, Zoovrta i Morskog akvarijuma u Splitu (1939—1941.]]). Nakon italijanske okupacije Splita u II svjetskom ratu morao je preseliti u Zagreb, gdje je preuzeo dužnost Šefa Katedre zoologije na Filozofskom fakultetu (1943−1945), kao i direktora Zoološkog muzeja (1943−1944). Odmah po oslobođenju Zagreba, imenovan je za načelnika Odjela za ribarstvo, a zatim šefa njegovog Odsjeka za naučno unapređenje ribarstva u Ministarstvu obalnog pomorstva i ribarstva NR Hrvatske (1945-46.) Na toj poziciji je osnovao nekoliko stanica za istraživanje mora i unapređenje ribarstva, duž jadranske obale. Zatim je 1946-47. direktor Tehnološke stanice za unapređenje školjarstva u Stonu do 1955) Do juna 1956. je Načelnik Odjeljenja za ihtiologiju i ribarstvo, a zatim je jula 1956. prešao u Sarajevo. Ovdje je izabran za redovnog profesora zoologije na tadašnjem Filozofskom, a zatim od njega izdvojenom Prirodno-matematičkom fakultetu Univerziteta u Sarajevu, gdje je od 1957-59. i šef Katedre za biologiju. Od 1959. do kraja 1970. bio je direktor Biološkog instituta Univerziteta u Sarajevu. Istovremeno je i Načelnik njegovog Odjeljenja za ihtiologiju i ribarstvo.
U ovim institucijama je bio među pokretačima savremenih ihtioloških istraživanja u oblasti inventarizacije ribljeg fonda, biosistematike i ekologije, uključujući i tada novodolazeće metode iz oblasti fiziologije, genetike i citotaksonomije. Pod njegovom vodstvom stasale su dvije generacije uspješnih i internacionalno afirmiranih naučnika u pomenutim i drugim ihtiološkim oblastima.
Akademik Tonko Šoljan bio je član većeg broja naučnih i stručnih društava. Od 1927. godine je član Hrvatskog prirodoslovnog društva u Zagrebu. Godine 1949. izabran je za saradika Jugoslavenske akadeije znanosti i umjetosti u Zagrebu (JAZU). Za dopisnog člana Naučog društva Bosne i Hercegovine izabran je 1961, a odah zatim za redovnog člana tog društva. Godine 1967. je izabran za redovnog člana Akademije nauka i umjetnosti Bosne i Hercegovine, koja je te godine i osnovana. Za člana Society of Systematic Zoology USA izabran je 1950.. Od 1951. do 1954. bio je potprijedsjednik Stalne međunarodne komisije za Mediteran (Commision internationale pour l'exploration sceintifique e la Mer Méditerandée), sa sjedištem u Monaku, a od 1962. je član njenog radnog komiteta, Comité combiné des Vértbrés marins et des Cephalopodes, dok je od 1952. do 1956. bio potpredsjednik stalnog savjeta, Conséil général des pêches pour la Méditeranée, pri organizaciji FAO u Rimu. Od 1956. godine je član Biološkog društva Bosne i Hercegovine. Bio je, također, član i prominentni funkcioner niza drugih naučnih i stručnih društava i njihovih foruma. Od samog osniv]anja jugoslovenskog ihtiološkog društva 1967, prof. Šoljan vrši dužnost njegovog predsjednika.
Bio je, također, i glavni i odgovorni urednik časopisa Ichthyologia (Ihtiološkog društva Jugoslavije), Godišnjaka Biološkog instituta Univerziteta u Sarajevu i Biološkoga lista (glasila Biološkog društva BiH), te redaktor Bulletin Scientifique, Section A (za BiH). Godine 1973. je bio predsjednik Organizacionog komiteta prvog evropskog ihtiološkog kongresa (First European Ichthyological Congress; Sarajevo, 1973). Akademik Šoljan je bio i jedan od prvih potpredsjednika Unije bioloških naučnih društava Jugoslavije. Bio je član Ihtiološkog društva BiH (i Jugoslvije), Društava ekologa Jugoslavije, Društva biosistematičara BiH, Srpskog biološkog društva, Društva biosistematičara Jugoslavije itd.
Tragično je (kao pješak) stradao u saobraćajnom udesu, zajedno sa svojom suprugom.

## Djela
Tonko Šoljan je svoj publicistički opus posvetio problemima biosistematike i ekologije riba, njihove biologije, razmnožavanja, problemima populacione dinamike, ribarstvene biologije i ribarstva uopće. Iz tih oblasti je objavio preko 170 naučnih i stručnih radova , a prevođena su i na strane jezike. Najajpoznatije mu je „Ribe Jadrana", dosad neprevaziđeni "inventar" riba ovog dijela Sredozemlja i najupotrebljavani ključ za njihovo određivanje. Nezaobilazno se citira i u svim ozbiljnijim studijama živog svijeta Jadranskog i drugih evropskih mora.
Dinamika objavljivanja radova, a najviše je publicirao varira i najveći u prvim godinama stvaranja. Kasnije, u srednjem razdoblju, intenzitet objavljivanja radova opada, da bi se pred kraj aktivne karijere polahko utihnuo. Međutim, s primjetnim entuzijazmom je radio na okončanju planirane krune svog stvaralaštva, pod radnim naslovom "Ribe Mediteranskog i Crnog mora".
Prvo razdoblje stvaralaštva akademika Šoljana polazi od 1927. do 1938. god. i obuhvata izuzetnu aktivnost. Tada je napisao više od 100 stručnih, znanstvenih i popularnih članaka, a sve uz prateće poslove uz izradu doktorske teze. U tom razdoblju je publicirao čak oko 10 radova godišnje.
U narednom periodu, slijedećih 20-ak godina 1939−1958, ukupno je objavio 47 objavljenih radova (prosječno dva rada godišnje). U ovom razdoblju doživljava vrhunac stvaralačke zrelosti, koja je rezultirala kapitalnim djelom Ribe Jadrana, prvom knjigom o ribama Jadranskog mora, i to u vremenu kada ni drugi evropski narodi koji žive na Mediteranu nisu imali tako kvalitetan "ključ" za determinaciju sredozemnih riba.
Treće razdoblje stvaralačke aktivnosti akademika Šoljana, obuhvata slijedećih 20-ak godina (od 1958. do kaja života). Tada je objavio ukupno 15 radova.
U hronologiji publicističke aktivnosti Tonka Šoljana, uočljiva je i jedna praznina: od 1958. do 1963. nije napisao nijedan rad. Međutim, 1968. u Washingtonu izlazi njegova knjiga Ribe Jadrana na engleskom jeziku, a 1975. (u Milanu) i na italijanskom. Reprint izdanje na hrvatskom jeziku objavljeno je 1995.. Državne delegacije SFRJ su je poklanjale u međunarodnim kontaktima, a jedan primjerak je Josip Broz Tito lično uručio japanskom caru (Hirohito), prilikom posjete njegovoj zemlji.
Najpoznatiji i najučinkovitiji terensko-istraživački projekat mu je 15-to mjesečna ribarstveno-biološka ekspedicija "Hvar", koju je organizirao i predvodio 1948. i 1949, a za koji je dobio i značajna društvena priznanja.

## Nagrade i priznanja
- Orden rada II stepena (1949) (za uspješno obavljenu ribarstveno biološku ekspediciju „Hvar“)
- Tuniski ordeno „Nichan ifikhar“ (za uspješno ostvarenu akciju uvođenja ribara Tunisa u savremene metode tunolova)
- Orden zasluga za narod sa srebrnim zracima (1978, „za naročite zasluge i postignute uspjehe u radu od značaja za socijalističku izgradnju zemlje“)
- 27-julsku nagrada SR Bosne i Hercegovine (1969, za djelo „Ribe Jadrana“ i naučna dostignuća i organizaciju rada iz oblasti biologije u Bosni i Hercegovini)
- 1977. - Šestoaprilska nagrada Grada Sarajeva[24]
- Redovni član ANUBiH
- Saradnik JAZU
- Redovni član Društva za nauku i umjetnost Crne Gore CANU, Titograd
- Član Društva za sistematsku zoologiju, Washington
- Član Međunarodne komisije za istraživanje Sredozemnog mora, Monako
- Stalni član uprave Vijeća za ribarstvo Sredozemnog mora pri FAO-u